# Zichy József (kormányzó)
Gróf Zichy József (Pozsony, 1841. november 13. – Vedrőd, 1924. november 11.) politikus, főispán, miniszter.

## Élete
Zichy Ferenc főispán, tárnokmester fia. Bécsben szerzett jogi doktorátust. Nagy utazásokat tett Európában, Ázsiában és Amerikában, többek között testvérével Zichy Ágosttal a Góbi-sivatagon keresztül. Hazatérte után előbb a királyi Kúriánál helyezkedett el, majd 1867-1869 között földművelésügyi, ipar- és kereskedelemügyi minisztérium tiszteletbeli osztálytanácsosa, 1868–1870 és 1872–1875 között országgyűlési képviselő. 
1870-től az első fiumei kormányzó, majd 1872. december 5. és 1874. március 21. között földművelés-, ipar- és kereskedelemügyi, valamint részben egyidejűleg 1873. december 19. és 1875. március 2. között közmunka- és közlekedésügyi miniszter a Szlávy- és Bittó-kormányban. 1889–1893 között Pozsony vármegye és város, 1891–1893 között ideiglenes minőségben Trencsén vármegye főispánja is. Tisztségeiről az egyházpolitikai törvényjavaslatok ellenzése miatt lemondott. Főrendiházi tag, de ezt követően távol tartotta magát az aktív közszerepléstől. 
Állítólag írásban elismerte Samuel Zoch főispán és a csehszlovák kormány hatalmát.